# Richard Richardsson (fotbollsspelare)
Richard Richardsson, född 12 april 1979 på Alnö, är en svensk före detta fotbollsmålvakt. Hans far, Åke Richardsson, spelade för IFK Sundsvall i Allsvenskan på 1970-talet.

## Karriär
Richardssons moderklubb är Latorps IF. Därefter spelade han i Fjugesta IF i en säsong. Därefter spelade Richardsson för Strands IF innan han 2000 gick till BK Forward. Därefter återvände han till Strands IF, där han spelade fram till 2004 då han gick till Trelleborgs FF.
Inför säsongen 2006 värvades Richardsson av IFK Göteborg. och IK Sirius. Mellan 2007 och 2008 spelade han för Örebro SK och under sin tid i klubben gjorde han ett mål i allsvenskan från sin målvaktsposition. Mellan 2008 och 2010 spelade Richardsson för IK Sirius. För sitt första år i Sirius fick Richardsson superklubben Västra sidans pris "Årets Kjelledine".
Mellan 2011 och 2012 spelade Richardsson för Hudiksvalls ABK i Division 2. Inför säsongen 2013 gick Richardsson till GIF Sundsvall, där han blev målvaktstränare. Under säsongen 2014 var Richardsson inskriven i GIF Sundsvalls trupp och satt på bänken i ett par matcher.